# Čermak-Špirekova peč
Čermak-Špirekova peč (tudi Idrijska presipna peč) je tip žgalniških rudniških presipnih peči. Prve tovrstne peči so bile postavljene v rudniku živega srebra v Idriji leta 1886 v okviru modernizacije žgalnice. Skupaj je v Idriji nekoč stalo šest tovrstnih peči, kasneje pa so jih postavili tudi v rudniških topilnicah v Italiji, Španiji in na Slovaškem.  S tem je postala Čermak-Špirekova peč eden najbolj razširjenih tipov peči za destilacijo živosrebrove rude.
Čermak-Špirek II (izdelana 1888) je edini preostali primerek tega tipa peči. Danes je obnovljena in stoji v sprejemnem centru za obiskovalce rudniške topilnice, razglašena je za nepremični kulturni spomenik lokalnega pomena. V sklopu topilnice je tudi del Unescove svetovne dediščine Idrija in Almaden.

## Zgodovina
Pridobivanje živega srebra iz rude zahteva posebne postopke in tehnologijo. Med leti 1873 in 1886 sta jo v okviru intenzivne modernizacije žgalnice na podlagi idrijskih jaškastih peči razvila Čeh Jožef Čermak, rudarski svetnik, in žgalniški mojster Vincenc Špirek. Tip peči je bil izredno tehnično izpopolnjen, veljale pa so za višek žgalniške tehnologije. Zasnova peči je bila ena najbolj pogosto uporabljanih zasnov za destilacijo živosrebrove rude v Evropi. Čermak-Špirekova peč je nadomestila starejše peči z vodoravnim plamenom ter bila zamenjava grebilnim pečem, hkrati pa je povečala dnevno zmogljivost žganja rude. Leta 1886 je bila postavljena prva, v letih 1888, 1912 in 1914 tri dodatne, leta 1916 pa še dve manjši. Do leta 1912 so peči za gorivo uporabljale les, po drugi svetovni vojni pa so vse že imele plinsko kurjavo. Za obnovo Čermak-Špirekovih peči je bilo predvideno gospodarsko sodelovanje s Sovjetsko zvezo, vendar so mednarodni načrti za dobavo strojne opreme propadli zaradi sovjetskega zavlačevanja. Leta 1954 so bile rekonstruirane peči št. II, št. III in št. IV. Leta 1961 je z delovanjem prenehala peč št. VI, leta 1968 št. III in št. IV. Peč št. II je prenehala delovati 24. septembra 1974. Topilniška peč je prekašala do tedaj v Idriji postavljene španske peči ter pri tem zbudila zanimanje almadenskega rudnika živega srebra, ki je kasneje tudi naročil postavitev teh peči.
Almadenski predstavniki se ob obisku idrijskega rudnika niso mogli načuditi velikosti peči, investicij ter količini porabljenega goriva. V Almadenu so dve Čermak-Špirekove peči uporabljali med leti 1893 in 1958, do leta 1969 pa tudi pripadajoče Čermakove kondenzatorje.
Tovrstne peči je Čermak postavil še v Italiji, v španskem Almadenu, v Alžiriji ter v slovaškem železovem rudniku Kotterbach, kjer so letno s Čermak-Špirekovimi pečmi pridobivali do 80 ton Hg letno. Čermak-Špirekova peč z dnevno kapaciteto 30 ton je bila postavljena tudi v rudniku živega srebra Aidin v Turčiji. Čermak je za izum peči prejel red cesarja Franca Jožefa, Špirek pa je na povabilo Italijanov odšel v Toskano ter tam obogatel.
Čermak-Špirekove peči je rudnik po drugi svetovni vojni zamenjal z večjimi rotacijskimi pečmi, ki niso bile odvisne od granulacije rude.

## Posamezni primerki peči
Čermak-Špirekova peč I je bila kot prva postavljena leta 1886, leta 1912 pa je bila ob gradnji še ene nove peči prenovljena. Sprva bi za gorivo morala uporabljati generatorski plin, vendar je bila preurejena za uporabo lesnega goriva zaradi konstrukcijske napake na plinskem generatorju. 18. februarja 1945 je bila med letalskim raketnim napadom južnoafriških letalskih sil močno poškodovana, zato so jo odstranili. Za gorivo je uporabljala bukov les, poraba je znašala med 8 in 9 prostorninskih metrov.
Čermak-Špirekova peč II je bila postavljena leta 1888 in nato večkrat prezidana, od leta 1924 pa je uporabljala generatorski plin kot gorivo. Skupna zmogljivost je znašala 65 ton rude na dan z uporabo generatorskega plina in 50 ton dnevno z uporabo lesnega goriva. Med raketnimi napadi južnoafriških letalskih sil 18. februarja 1945 je bila peč 25-odstotno poškodovana, ponovno zagnana je bila avgusta 1945. Leta 1947 je bila predelana za uporabo plinske kurjave, zmogljivost pa je znašala 65-70 ton granulata dnevno. Med leti 1953 in 1955 je bil pri peči dograjen drugi kondenzator. Leta 1954 je bila, tako kot peči št. III in št. IV, prenovljena zavoljo poenotenja vseh tedanjih peči, s prenovo se je zmogljivost zvišala na 110 ton granulata/dan. V peči se je ruda zadnjič žgala 23. septembra 1974. Peč je bila junija 2002 razstavljena in pospravljena pod ostanke rotacijske peči. Peč št. II je nato po zaprtju topilnice stala pod leseno streho na območju podjetja Gostol. Leta 2021 so Čermak-Špirek št. II pričeli obnavljati, leta 2023 pa so jo otvorili v desnem krilu turističnega centra Topilnice živega srebra v Idriji.
Čermak-Špirekova peč III je bila sezidana leta 1914. Za gorivo je uporabljala izključno generatorski plin, njena zmogljivost je bila 50 ton granulata na dan. Peč je imela sprva konstrukcijsko napako, ki je onemogočala pravilno delovanje. Po rekonstrukciji v letih 1948-49 pa je ta znašala 110 ton granulata na dan. Namesto normalnega kondenzatorja je peč imela dva kanala za pečične izpuste ter enega za vodne hlape. Nazadnje je delovala leta 1968.
Čermak-Špirekova peč IV je bila postavljena leta 1912, delovala pa je bodisi na drva bodisi na plinsko kurjavo. Zmogljivost je bila odvisna od uporabljene vrste goriva: z uporabo drv je ta znašala 50 ton granulata dnevno, z uporabo plina pa 95 ton dnevno, vendar so od leta 1950 dalje uporabljali samo plin. Po prenovi leta 1954 z namenom poenotenja tedanjih peči je zmogljivost peči znašala 105 ton granulata na dan. Peč je v dolžino merila 8,85 m, 6,2 m v dolžino in 3,4 m v višino. Ta peč je med drugo svetovno vojno ostala edina nepoškodovana peč, ponovno zagnana je bila julija istega leta, vendar so za gorivo do leta 1946 uporabljali drva, zatem pa generatorski plin. Peč je zadnjič obratovala leta 1968.
Čermak-Špirekova peč V je bila sezidana leta 1916, za gorivo pa je uporabljala le drva. Zaradi majhne 15-tonske dnevne zmogljivosti se ni več uporabljala. Leta 1951 je bila preurejena za rabo generatorskega plina, vendar ni bila pogosto v rabi. Peč je bila razstavljena v času italijanske okupacije.
Čermak–Špirekovo peč VI so sezidali leta 1916 z drvmi kot izključnim gorivom. Tako kot Čermak-Špirekova peč V je imela dnevno zmogljivost 15 ton granulata. Leta 1948 je bila obnovljena na kurjenje z drvmi. Po ponovni preureditvi leta 1951 je za gorivo uporabljala generatorski plin. V njej so žgali le bogato rudo in štupo.

## Delovanje

### Dovajanje goriva
Čermak-Špirekove peči so za gorivo uporabljale bodisi lesno gorivo bodisi generatorski plin, od izbire goriva pa je bila odvisna tudi dnevna zmogljivost peči. Peči št. V in št. VI sta uporabljale izključno lesno gorivo, druge peči pa so po rekonstrukcijah večinoma uporabljale plinsko gorivo. Leta 1953 so peči poganjali trije plinski generatorji s pripadajočimi parnimi kotli, za gorivo so generatorji uporabljali velenjski lignit. Dva generatorja sta bila stalno prižgana, tretji pa je bil v rezervi. Skupno sta dala okrog 50.000 m3 plina dnevno, parni kotli pa so zagotovili 240 m3 vodne pare na uro. Plinski generatorji so se ustavili z zaustavitvijo obratovanja zadnje Čermak-Špirekove peči št. II 23. septembra 1974.

### Žganje živosrebrove rude
Večje peči so imele kapaciteto 105–110 ton rudnega granulata na dan. Stale so na armiranobetonskih podestih v proizvodni hali na jugu topilnice. Peči so imele po štiri jaške, v njih pa je bilo 10 vrst šamotnih, med seboj zamaknjenih zidakov v obliki strešnikov. Skupno je bilo v peči 1.140 strešnikov. Po njih je drsel granulat živosrebrove rude v granulaciji do 40 mm. Poraba peči za žganje ene tone rude je znašala 159 m3 generatorskega plina.
Granule so se dovajale skozi jaške na vrhu, ki so bili vedno odprti. Preveliko izhlapevanje živosrebrovih hlapov je preprečevala kombinacija zaporne plasti rude ter razlika v tlaku, ki je znašala okrog 4,9 Pa. Granulat rude se je na vrhu peči sprva sušil in predgrel, v sredi se je žgal, na dnu pa ohlajal. Z izgradnjo nove klasirnice februarja 1957 je prišlo do poskusa žganja bolj finega (0-10 mm) in bolj grobega (10-30 mm) granulata, vendar je zaradi prevelikih količin bolj fine rude ter neprimernosti Špirekovih peči za praškasto rudo skupen izkoristek padel, zato so kmalu uvedli staro granulacijo. Sočasno z uvedbo nove granulacije so zmanjšali število izsipov, s sedmih na šest izsipov dnevno. Cinabarit (HgS) je znotraj peči reagiral s kisikom O2 pri temperaturi 600–700 °C ter tvoril žveplov dioksid ter elementarno uplinjeno živo srebro:
HgS + O2  →  Hg0 + SO2
Sprva so peči za gorivo uporabljale biomaso, po drugi svetovni vojni pa so bile vse peči urejene s plinsko kurjavo. Plin se je v peč dovajal skozi plinski kanal, ki je tekel skozi sredo peči. Zunanjost peči je bila obdana z litim železom, ki je preprečilo utekanje živega srebra, stena pa je imela luknje, skozi katere je bilo moč opazovati potek žganja. Na dnu peči je bil izsipnik, skozi katerega je kurjač vsako uro in 20 min iztresel prežgane ostanke, ti pa so padli v vagon na tirih. Jalovino so nato stresali na bregu Idrijce. Zaradi neposrednega stika rude s toploto je bil zato učinek žganja optimalen. Izpušni plini so se odvajali skozi dve cevi v kondenzator.

### Kondenzacija živosrebrovih hlapov
Ob peči je bil montiran ventilator, ki je živosrebrove hlape vlekel v vodno hlajene kondenzatorje. Ti so bili sprva litoželezni, kasneje pa kamniti. Vodo je dovajala črpalka, po prenovi med leti 1953 in 1955 so za to skrbele tri, največja med njimi je bila črpalka Gwyness s kapaciteto 9200 l/min. Hlapi, ki so v kondenzator prihajali s temperaturo 200–300 °C, so se v njem shladili na temperaturo med 20 in 50 °C. Plini so vsebovali do 0,5 % SO2. Živo srebro se je nabiralo na stenah cevi, med kondenzacijo pa je ta potonil v korito, polno vode, ki se je nahajalo pod kondenzatorjem. Te so enkrat dnevno tudi izpraznili ter pri tem očistili kondenzator, v katerem se je nabirala t.i. »štupa«. Korita so imela nagnjeno dno. Med leti 1953 in 1955 je bila povečana površina kondenzatorjev.
Dim je bil preko dimovoda speljan v osrednjo kondenzacijsko komoro, kjer jih je ventilator pošiljal skozi Raufnk na vrhu hriba. Čiščenje teh cevi je potekalo enkrat letno in je bilo eno najbolj strupenih del v rudniku. Kondenzatorji ter dimovod so bili med raketnimi napadi med drugo svetovno vojno močno poškodovani. Korozivnost izpušnih dimov je povzročala težave na ventilatorjih. V letih 1955 in 1956 je bila osrednja komora preurejena, vanjo so tudi namestili centrifugalne ventilatorje. Osrednja komora je bila na novo sezidana leta 1961. Kovinske cevi so nadomestile plastične. Leta 1961 so po povečanju površine osrednje kondenzatorske komore uvedli še tlačno kondenziranje, s čimer so omogočili zmanjšanje površine za 25 odstotkov, odstranili potrebo po dveh lesenih komorah ter prepolovili čas vzdrževanja s 30 na 16 dni.

## Vplivi peči na delavce
Zdravstvene razmere delavcev pri Čermak-Špirekovih pečeh so bile boljše od zdravstvenih razmer delavcev pri mufelnih ali jaškastih pečeh, kar so dosegli s številnim izboljšavami opreme rudniške topilnice, kot so uvedba skupnega odvajanja plinov, litoželeznih oklepov k pečem, Exelijevega stiskalnega aparata za štupo ter Čermakovih kondenzatorjev, ki pa nevarnost merkurializma vseeno niso popolnoma odpravile. Delavci so bili v primeru neustreznega vleka peči ali neenakomerne porazdelitve rude še vedno izpostavljeni prekomernim hlapom živega srebra. Še bolj ogroženi so bili delavci na izsipu rude, stiskanju rude ter pri opravljanju mesečnega in letnega čiščenja kondenzacijskih cevi in komor, kjer so štupo ročno strgali s sten ohišja in jo nalagali v vozičke.